# Соколов, Михаил Васильевич (Герой Советского Союза)
Михаил Васильевич Соколов (10.7.1912, Костромская область — 16.9.1968, Москва) — командир отделения 363-го стрелкового полка 114-й стрелковой дивизии 7-й армии Карельского фронта, сержант. Герой Советского Союза.

## Биография
Родился 27 июня 1912 года в деревне Починок ныне Мантуровского района Костромской области в семье крестьянина. Русский. Член ВКП(б)/КПСС с 1943 года. Окончил начальную школу. Работал в леспромхозе в городе Зима Иркутской области.
В июле 1941 года призван в Красную Армию. На фронте с октября 1941 года. Защищал город Ленинград. В апреле 1942 года был тяжело ранен в плечо. После госпиталя вернулся на фронт только в феврале 1944 года. Отличился в ходе Свирско-Петрозаводской фронтовой операции Карельского фронта.
21 июня 1944 года в районе города Лодейное Поле сержант Михаил Соколов первым со своим отделением, невзирая на сильный заградительный артиллерийский и пулемётный огонь противника, форсировал реку Свирь. Доплыв до противоположного берега, сделал проходы в проволочных заграждениях. Увлекая за собой бойцов, Соколов первым ворвался в передовую траншею противника. Гранатами и автоматным огнём уничтожил четырёх белофиннов и захватил исправный станковый пулемёт. Он тотчас же повернул его и ударил вдоль траншеи. Воспользовавшись замешательством врага, повёл бойцов дальше. Наступая вдоль ходов сообщения, отделение сержанта Соколова достигло рокадной дороги и оседлало её. При этом было уничтожено ещё несколько белофинских солдат, а одного Соколов взял в плен. Задача командования была выполнена.
Указом Президиума Верховного Совета СССР от 21 июля 1944 года за образцовое выполнение заданий командования и проявленные отвагу, мужество и героизм в бою, за захват плацдарма на реке Свирь сержанту Соколову Михаилу Васильевичу присвоено звание Героя Советского Союза с вручением ордена Ленина и медали «Золотая Звезда».
После войны Соколов демобилизовался. Жил в Москве. Работал в строительном управлении № 46 треста «Мосэлектромонтаж». Умер 16 сентября 1968 года. Похоронен в Москве на Востряковском кладбище.

Могила Соколова на Востряковском кладбище Москвы.

Награждён орденом Ленина, медалями.